# Hry Commonwealthu
Hry Commonwealthu je mezinárodní sportovní událost, pořádaná převážně pro sportovce ze zemí společenství Commonwealth. Koná se každé čtyři roky a účastní se jí průměrně okolo 5 000 sportovců. Hry Commonwealthu organizuje federace Commonwealth Games Federation (CGF), která je odpovědná za chod a průběh her. 
První sportovní událost, později známá jako Hry britského impéria, se konala v roce 1930 v Hamiltonu v kanadském Ontariu. V průběhu let se název měnil z Hry Britského impéria a Commonwealthu v roce 1954 na Britské hry Commonwealthu v roce 1970 až po současný název Hry Commonwealthu v roce 1978. 
Kromě mnoha známých olympijských sportů se soutěží i ve sportech, které se hrají hlavně v zemích Britského společenství národů, jako bowls, sedmičkové ragby a netball. 
V současné době na hrách startují sportovci ze 71 zemí, z toho 53 jsou členy Britského společenství národů. Čtyři týmy může vyslat Spojeného království – z Anglie, Skotska, Walesu a Severního Irska – (na rozdíl od olympijských her, kdy Velká Británie posílá jen jeden tým), a jednotlivé týmy vysílají i britské korunní dependence, Guernsey, Jersey a na Ostrov Man – a mnohé z britských zámořských území. Vlastní tým posílají na hry i australský ostrov Norfolk, stejně jako Cookovy ostrovy a Niue, dva státy ve volném spojení s Novým Zélandem. 
Pouze šest zemí se zúčastnilo všech her Commonwealthu: Austrálie, Kanada, Anglie, Nový Zéland, Skotsko a Wales. Austrálie je nejúspěšnější účastník her, vyhrála pořadí zemí na deseti hrách, Anglie na sedmi a Kanada na jedněch. 
Ženy startovaly už na prvních hrách v roce 1930, ale jen v plavání. Od roku 1934 soutěží ženy i v atletice a dalších sportech. 

## Přehled her

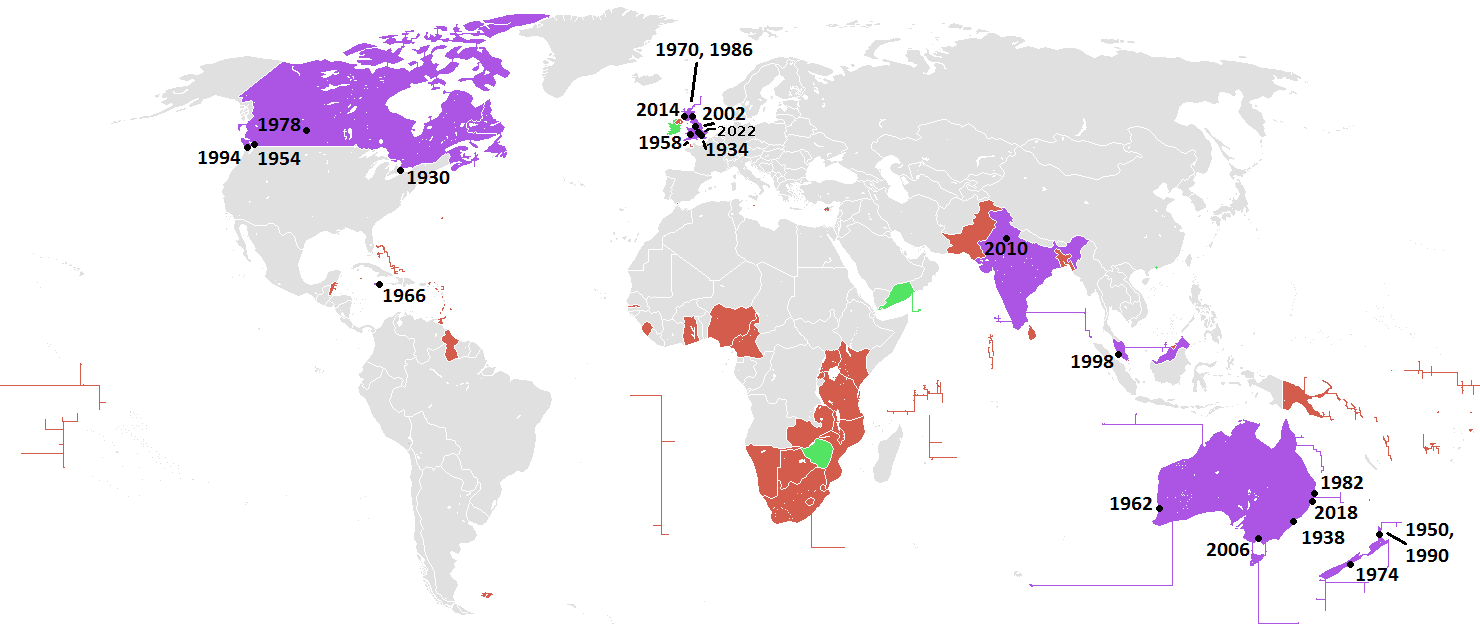
země, které hostily nebo budou hostit hry Commonwealthu
země, které se zúčastňují her Commonwealthu
země, které se zúčastnily v minulosti her Commonwealthu

| Poř.                                  | Rok                   | Pořadatel                 | Datum                       |
| Hry Britského impéria                 | Hry Britského impéria | Hry Britského impéria     | Hry Britského impéria       |
| ------------------------------------- | --------------------- | ------------------------- | --------------------------- |
| 1.                                    | 1930                  | Hamilton, Kanada          | 16. — 23. srpna             |
| 2.                                    | 1934                  | Londýn, Anglie            | 4. — 11. srpna              |
| 3.                                    | 1938                  | Sydney, Austrálie         | 5. — 12. února              |
| 4.                                    | 1950                  | Auckland, Nový Zéland     | 4. — 11. února              |
| Hry Britského impéria a Commonwealthu |                       |                           |                             |
| 5.                                    | 1954                  | Vancouver, Kanada         | 30. července — 7. srpna     |
| 6.                                    | 1958                  | Cardiff, Wales            | 18. — 26. července          |
| 7.                                    | 1962                  | Perth, Austrálie          | 22. listopadu — 1. prosince |
| 8.                                    | 1966                  | Kingston, Jamajka         | 4. — 13. srpna              |
| Hry britského Commonwealthu           |                       |                           |                             |
| 9.                                    | 1970                  | Edinburgh, Skotsko        | 16. — 25. července          |
| 10.                                   | 1974                  | Christchurch, Nový Zéland | 24. ledna — 2. února        |
| Hry Commonwealthu                     |                       |                           |                             |
| 11.                                   | 1978                  | Edmonton, Kanada          | 3. — 12. srpna              |
| 12.                                   | 1982                  | Brisbane, Austrálie       | 30. září — 9. října         |
| 13.                                   | 1986                  | Edinburgh, Skotsko        | 24. července — 2. srpna     |
| 14.                                   | 1990                  | Auckland, Nový Zéland     | 24. ledna — 3. února        |
| 15.                                   | 1994                  | Victoria, Kanada          | 18. — 28. srpna             |
| 16.                                   | 1998                  | Kuala Lumpur, Malajsie    | 11. — 21. září              |
| 17.                                   | 2002                  | Manchester, Anglie        | 25. července — 4. srpna     |
| 18.                                   | 2006                  | Melbourne, Austrálie      | 15. — 26. března            |
| 19.                                   | 2010                  | Dillí, Indie              | 3. — 14. října              |
| 20.                                   | 2014                  | Glasgow, Skotsko          | 23. července — 3. srpna     |
| 21.                                   | 2018                  | Gold Coast, Austrálie     | 4. — 15. dubna              |
| 22.                                   | 2022                  | Birmingham, Anglie        |                             |

## Pořadí zemí podle získaných medailí
uvedeno prvních 10 zemí
| Pořadí | Země                  |     |     |     | celkem |
| 1.     | Austrálie             | 643 | 556 | 508 | 1707   |
| 2.     | Anglie                | 579 | 553 | 563 | 1695   |
| 3.     | Kanada                | 374 | 402 | 412 | 1188   |
| 4.     | Nový Zéland           | 123 | 168 | 234 | 525    |
| 5.     | Indie                 | 104 | 90  | 72  | 266    |
| 6.     | Jihoafrická republika | 92  | 92  | 96  | 280    |
| 7.     | Skotsko               | 82  | 94  | 153 | 329    |
| 8.     | Keňa                  | 59  | 47  | 56  | 162    |
| 9.     | Wales                 | 47  | 71  | 96  | 214    |
| 10.    | Jamajka               | 40  | 30  | 35  | 105    |